# RE J1034+396
RE J1034+396 – galaktyka położona ok. 500 milionów lat świetlnych od Ziemi, należąca do galaktyk Seyferta typu 1. Wewnątrz RE J1034+396 znajduje się duża czarna dziura o masie pośredniej odkryta w 2008. Czarna dziura została odkryta przez satelitę rentgenowskiego XMM-Newton w ramach programu współfinansowanego przez Science and Technology Facilities Council, Europejską Agencję Kosmiczną i polskie Ministerstwo Nauki i Szkolnictwa Wyższego.